# 富陽號驅逐艦
富陽號驅逐艦（英語：Fu Yang，舷號：DDG-907），為中華民國海軍的陽字號驅逐艦之一，為美援艦艇之一，前身為美國海軍基靈級驅逐艦歐內斯特·G·斯莫號 (DD-838)，富陽軍艦為換裝武進一型作戰系統並成為飛彈驅逐艦的9艘陽字號之一。

## 艦歷[1]
- 1971年2月19日依中美軍援協定軍援中華民國。

- 1971年4月13日由大同軍艦(ATF-548)拖回左營軍港由海軍自力啟封。

- 1971年7月1日由時任中華民國海軍總司令的宋長志二級上將主持成軍命名典禮，舷號定編"7"。

- 1973年6月納編海軍六二敦睦支隊訪問越南共和國西貢、泰國曼谷、新加坡、菲律賓馬尼拉等地。

- 1974年10月1日，舷號改編"907"。

- 1976年1月1日，舷號再改編"963"。

- 1979年10月1日，舷號再定編"907"。

- 1980年5月17日入廠進行「復陽計劃延壽工程」和「武進一型作戰系統」的改裝。

- 1987年，富陽軍艦擔任海軍第二艘雄風一型反艦飛彈的測試艦，並成功擊沉靶船，對我海軍反水面武力之提昇，貢獻頗多。

- 1992年富陽軍艦成為首艘安裝雄風二型反艦飛彈的測試艦。

- 1998年10月30日，從一級艦降編為二級艦，艦長由上校降編為中校。

- 1999年12月16日除役。

## 歷任艦長[2]
- 第　一任艦長　馬順義上校　(60.06.16-62.10.09)
- 第　二任艦長　徐克勛上校　(62.10.09-63.10.14)
- 第　三任艦長　雷天霖上校　(63.10.14-64.12.27)
- 第　四任艦長　李漢鼎上校　(64.12.27-66.11.07)
- 第　五任艦長　金安庶上校　(66.11.07-68.07.02)
- 第　六任艦長　黎克恕上校　(68.07.01-69.07.16)
- 第　七任艦長　計天堯上校　(69.07.16-71.06.05)
- 第　八任艦長　葛肇佳上校　(71.06.05-72.10.27)
- 第　九任艦長　黃孟生上校　(72.10.27-74.01.10)
- 第　十任艦長　馬　軻上校　(74.01.10-75.05.01)
- 第十一任艦長　黃正雲上校　(75.05.01-76.10.02)
- 第十二任艦長　尹宏基上校　(76.10.02-78.01.14)
- 第十三任艦長　黃愛群上校　(78.01.14-79.05.05)
- 第十四任艦長　萬家駿上校　(79.05.05-80.07.20)
- 第十五任艦長　萬尚俊上校　(80.07.20-81.09.01)
- 第十六任艦長　張正凱上校　(81.09.01-83.04.15)
- 第十七任艦長　唐冀君上校　(83.04.15-85.01.08)
- 第十八任艦長　王蜀寧上校　(85.01.08-86.07.26)
- 第十九任艦長　游良輝上校　(86.07.26-87.10.30)
- 第二十任艦長　吳少華中校　(87.10.30-88.12.16)

### 陽字艦
- 丹陽號驅逐艦
- 洛陽號驅逐艦
- 瀋陽號驅逐艦

## 資料來源
1. ↑  .   [2020-03-01]. （原始内容存档于2020-03-01）.
2. ↑  .   [2020-03-01]. （原始内容存档于2014-02-26）.

## 外部連結
- 海軍歷史文物數位典藏  富陽軍艦沿革史（页面存档备份，存于）
- 中國軍艦博物館 台灣廳 （页面存档备份，存于）
- 富陽號飛彈驅逐艦 （页面存档备份，存于）